# FC Zenit Sankt Petersburg
FC Zenit (în rusă Футбо́льный клуб «Зени́т»), cunoscut și ca Zenit Sankt Petersburg, este un club de fotbal din Sankt Petersburg, Rusia. Fondat în 1925, clubul evoluează în Prima Ligă Rusă, fiind cea mai bogată echipă din țară datorită sponsorizării firmei Gazprom. Își dispută meciurile de pe teren propriu pe stadionul Krestovsky, arenă cu o capacitate de 68.134 de locuri. Zenit a fost campioana Rusiei în 2007, a câștigat Cupa UEFA în 2008 și Supercupa Europei în 2009 după o victorie cu 2-1 în fața echipei Manchester United. Culorile clubului din Sankt-Petersburg sunt alb, albastru și bleu.

## Istoric

Logoul din perioada 1998-2010

Logoul din perioada 2010—2013

Logoul anterior (2013—2015)

### Formarea Zenitului
În anul 1917, o serie de mai multe echipe ale orașului Sankt-Petersburg (Petrograd), oraș în care s-a disputat primul meci de fotbal din Rusia, au fuzionat, formându-se o singură echipă.
Prima echipă a orașului Sankt Petersburg (Petrograd) a fost echipa Murzinka, echipă care juca pe stadionul Obukhovsky. Din 1924, echipa avea să se numească Bolșevicul. Era una din echipele care, în urma unei fuziuni întâmplate în anii 30', avea să dea naștere echipei Zenit din ziua de azi.
O altă echipă care a fost o parte a fuziunii din anii '30 s-a numit Stalineț. Echipa, formată în anul 1925, era formată din muncitorii de la uzina Leningradsky Metallichesky Zavod. În anul 1939, aceasta a fuzionat cu cealaltă echipă, care purta deja numele de Zenit, devenind Zenit FC.

### În perioada comunistă
Primul trofeu câștigat de Zenit Sankt Peterburg (oraș redenumit Leningrad de către comuniști, după numele lui Vladimir Ilici Lenin) a fost Cupa URSS, în anul 1944, după o victorie în fața celor de la ȚSKA Moscova. A fost unul dintre singurele trofee câștigate de Zenit în vremea comunismului, deoarece echipa din Leningrad nu putea face față celorlalte mari puteri din campionatul URSS, cum ar fi Dinamo Kiev sau cele trei mari din Moscova, Dinamo Moscova, ȚSKA Moscova sau Spartak Moscova.
Următoarele decenii au fost mai slabe pentru istoria lui Zenit. Una din cele mai iubite echipe din Uniunea Sovietică a fost aproape de retrogradare, terminând în anul 1967 pe ultimul loc al clasamentului, însă a scăpat datorită deciziei Partidului Comunist de a lăsa echipa orașului Leningrad în prima ligă la aniversarea a 50 de ani de la Revoluția Bolșevică din octombrie 1917.
Anii '80 au fost cei mai buni din istoria participării Zenit-ului în campionatul URSS. În 1980, echipa a terminat pe locul 3 al campionatului, în urma celor de la Dinamo Kiev și Spartak Moscova, pentru ca în 1984 să câștige primul titlu de campion al URSS. Tot în 1984, a jucat o nouă finală a Cupei Uniunii Sovietice, pierdută însă, cu scorul de 2-0, în fața celor de la Dinamo Moscova.
Ca urmare a câștigării Campionatului în URSS, Zenit Leningrad a evoluat în SuperCupa URSS în 1985, într-o dublă manșă împotriva celor de la Dinamo Moscova, cei care câștigaseră Cupa. Zenit a învins în ambele manșe, 2-1 la Leningrad și 1-0 la Moscova, reușind să se revanșeze pentru înfrângerea din finala Cupei și adăugându-și al treilea trofeu din istorie în palmares.
Tot o urmare a câștigării campionatului de către Zenit a fost și prima participare a acestei echipe în Cupa Campionilor Europeni. În primul tur a întâlnit echipa norvegiană Valerenga, după o dublă victorie, 2-0 la Oslo și 2-0 la Leningrad. Aventura sovieticilor s-a încheiat însă în turul secund, când echipa findlaneză Kuusysi Lahti a reușit să treacă, surprinzător, de campioana URSS. După 2-1 la Leningrad, finlandezii au reușit să învingă cu același scor la ei acasă, trimițând meciul în prelungiri, unde au reușit golul decisiv. Dacă treceau de Kuusysi, cei de la Zenit aveau să întâlnească Steaua București, cea care câștiga în acel an acea competiție.

### După comunism
Începuturile primei ligi din Rusia nu au fost foarte strălucite pentru Zenit Sankt Petersburg. În chiar primul sezon petrecut de echipa din Sankt Petersburg în prima divizie fotbalistică a Rusiei, mai exact în 1992, echipa a retrogradat. A stat în liga secundă timp de trei ani - 1993, 1994 și 1995 - pentru ca în 1996 să revină pe prima scenă fotbalistică a țării.
În anul 1999, Zenit a reușit să câștige primul trofeu de la destrămarea Uniunii Sovietice: Cupa Rusiei, după o finală în care au învins, cu scorul de 3-1, eterna adversară din finale, Dinamo Moscova, prin golurile marcate de Aleksandr Panov (2) și Roman Maksimyuk.
Peste două sezoane, în 2001, Zenit a terminat pe locul 3 campionatul în Rusia, în urma celor de la Spartak Moscova și Lokomotiv Moscova. Performanțele bune continuau să apară, iar în 2002 Zenit a reușit să acceadă până în finala Cupei Rusiei, pentru a doiua oară în istorie, pierzând însă cu scorul de 2-0 în fața celor de la ȚSKA Moscova.
În 2003, în Rusia a apărut o nouă competiție fotbalistică: Cupa Ligii Rusiei. Zenit a triumfat în chiar prima ediție, care, din păcate, avea să fie și ultima, învingând în finală, cu scorul general de 5-2 (toate meciurile se disputau în dublă manșă, chiar și finala) formația Cernomoreț Novorossiysk.
Zenit Sankt Petersburg a participat cu succes în ediția 2005-2006 a Cupei UEFA, ediție în care a ajuns până în sferturile de finală. Mai întâi, echipa din Rusia a întâlnit, în turul 2 preliminar, echipa austriacă SV Pasching. După un 2-2 în Austria, Zenit a reușit să obțină calificarea în primul tur datorită unui egal, 1-1, la Sankt Petersburg.
În primul tur, ultimul înainte de grupele competiției, Zenit a întâlnit un adversar mult mai dificil, mai exact echipa greacă AEK Atena. După ce a reușit doar un 0-0 acasă, Zenit s-a impus la limită, 1-0, în Grecia, reușind calificarea în grupe.
Zenit a fost repartizată într-o grupă infernală, alături de Sevilla, cea care avea să câștige competiția, Bolton Wanderers din Anglia, echipa turcă Beșiktaș sau portughezii de la Vitoria Guimaraes, cei care eliminaseră echipa poloneză Wisla Cracovia.
În primul meci, Zenit a trecut cu 2-1, pe teren propriu, de Vitoria Guimaraes. Deși a pierdut în a doua etapă a grupelor la Horwich, cu Bolton, Zenit a reușit marea surpriză și a învins FC Sevilla cu scorul de 2-1. În etapa a patra, ultima pentru Zenit, deoarece echipa rusă stătea în etapa a cincea, elevii lui Vladimir Petrzela au reușit un egal, 1-1, care a asigurat prezența echipei în primăvara europeană.
Sorții au decis ca Zenit Sankt Petersburg să întâlnească în șaisperezecimi formația norvegiană Rosenborg Trondheim. Au reușit surprinzător pentru mulți să învingă în Norvegia, scor 2-0, pentru ca la Sankt Peterburg să învingă cu 2-1 și să obțină calificarea în optimi.
Optimile de finală au fost extrem de grele pentru Zenit, deoarece adversara echipei ruse a fost Olympique Marseille. Calificarea a fost tranșată de ruși tot din meciul tur, învingând în Franța cu scorul de 1-0. În retur, francezii nu au reușit decât un egal, iar Zenit a reușit calificarea în sferturi, unde a fost eliminată de către Sevilla cu scorul general de 5-2 (4-1 în Spania, 1-1 în Rusia).
Anul 2007 a adus o nouă performanță remarcabilă pentru echipa antrenată din iulie 2006 de Dick Advocaat : câștigarea primului titlu de campioană a Rusiei.
În 2008, Zenit a câștigat Cupa UEFA, după ce a învins, în finală, formația scoțiană Glasgow Rangers. Ca urmare a acestei victorii, Zenit a jucat împotriva lui Manchester United, câștigătoarea Ligii Campionilor, în SuperCupa Europei, reușind să învingă, cu scorul de 2-1, datorită golurilor lui Pavel Pogrebnyak și Danny Alves. Redevine una din forțele Rusiei, luând campionatul în anii 2010 și 2012 și clasându-se pe locul al doilea în 2013.

## Lotul
La 2 septembrie 2021 
| Nr. |          | Poziție | Jucător                |
| --- | -------- | ------- | ---------------------- |
| 1   | Rusia    | P       | Stanislav Kritsyuk     |
| 2   | Rusia    | F       | Dmitriy Chistyakov     |
| 3   | Brazilia | F       | Douglas Santos         |
| 4   | Rusia    | F       | Danil Krugovoy         |
| 5   | Columbia | M       | Wilmar Barrios         |
| 6   | Croația  | F       | Dejan Lovren (căpitan) |
| 7   | Iran     | A       | Serdar Azmoun          |
| 8   | Brazilia | M       | Wendel                 |
| 10  | Brazilia | A       | Malcom                 |
| 11  | Brazilia | M       | Claudinho              |
| 14  | Rusia    | M       | Daler Kuzyaev          |
| 15  | Rusia    | F       | Vyacheslav Karavaev    |
| 17  | Rusia    | M       | Andrey Mostovoy        |

| Nr. |         | Poziție | Jucător            |
| --- | ------- | ------- | ------------------ |
| 19  | Rusia   | M       | Aleksey Sutormin   |
| 21  | Rusia   | M       | Aleksandr Erokhin  |
| 22  | Rusia   | A       | Artёm Dzyuba       |
| 27  | Rusia   | M       | Magomed Ozdoev     |
| 41  | Rusia   | P       | Mikhail Kerzhakov  |
| 44  | Ucraina | F       | Yaroslav Rakitskiy |
| 64  | Rusia   | M       | Kirill Kravtsov    |
| 71  | Rusia   | P       | Daniil Odoevskiy   |
| 83  | Rusia   | A       | Akim Belokhonov    |
| 85  | Rusia   | A       | Daniil Kuznetsov   |
| 91  | Rusia   | P       | David Byazrov      |
| 94  | Rusia   | F       | Danila Khotulёv    |
| 95  | Rusia   | P       | Georgiy Korolёv    |

## Palmares
- Supercupa Europei: 1
  - 2008

- Cupa UEFA: 1
  - 2008

- Prima Ligă Rusă: 3
  - 2007, 2010, 2011–12

- Cupa Rusiei: 2
  - 1999, 2010

- Cupa Ligii Rusiei: 1
  - 2003

- Supercupa Rusiei: 2
  - 2008, 2011

- Campionatul URSS: 1
  - 1984

- Supercupa URSS: 1
  - 1984

- Cupa URSS: 1
  - 1944

## Antrenori
| Nume                | Perioada                    |
| ------------------- | --------------------------- |
| Piotr Filippov      | 1936–37                     |
| Mihail Iudenici     | 1938–39                     |
| Konstantin Egorov   | 1938–39                     |
| Piotr Filippov      | 1940                        |
| Konstantin Lemeșev  | 1941–45                     |
| Mihail Butusov      | 1946                        |
| Ivan Talanov        | 1946–48                     |
| Konstantin Lemeșev  | 1948–50                     |
| Gheorghi Lasin      | 1950–51                     |
| Vladimir Lemeșev    | 1952–54                     |
| Nikolai Liukșinov   | 1954–55                     |
| Arkadi Alov         | 1956–57                     |
| Gheorghi Jarkov     | 1957–60                     |
| Ghennadi Bondarenko | 1960                        |
| Evgheni Eliseev     | 1961–64                     |
| Valentin Fiodorov   | 1964–66                     |
| Arkadi Alov         | 1967                        |
| Artem Falian        | 1968–70                     |
| Evgheni Goreanski   | 1970–72                     |
| Gherman Zonin       | 1973–77                     |
| Iuri Morozov        | 1977–82                     |
| Pavel Sadîrin       | Jan 1, 1983 – 30 iunie 1986 |

| Nume                           | Perioada                        |
| ------------------------------ | ------------------------------- |
| Vladimir Golubev               | 1987                            |
| Stanislav Zavidonov            | 1988–89                         |
| Vladimir Golubev               | 1989                            |
| Anatoli Konkov                 | 1990                            |
| Veaceslav Bulavin              | 1990                            |
| Iuri Morozov                   | 1991                            |
| Veaceslav Melnikov             | 1992–94                         |
| Pavel Sadîrin                  | 1995 – 1996                     |
| Anatoli Bîșoveț                | 1997 – 23 iulie 1998            |
| Anatoli Davîdov                | 1998–00                         |
| Iuri Morozov                   | 2000–02                         |
| Mihail Biriukov                | 2002                            |
| Boris Rappoport                | 2002                            |
| Vlastimil Petržela             | 2003 – 14 mai 2006              |
| Vladimír Borovička (interimar) | 2006                            |
| Dick Advocaat                  | 13 iulie 2006 – 10 august 2009  |
| Anatoli Davîdov                | 10 august 2009 – Dec 11, 2009   |
| Luciano Spalletti              | Dec 11, 2009 – 11 martie 2014   |
| Serghei Semak (interimar)      | 11 martie 2014 – 20 martie 2014 |
| André Villas-Boas              | 20 martie 2014–23 mai 2016      |
| Mircea Lucescu                 | 23 mai 2016–prezent             |

## Jucători notabili
| URSS/Rusia - Mihail Biriukov - Vasili Danilov - Serghei Dmitriev - Vladimir Golubev - Aleksandr Ivanov - Leonid Ivanov - Anzor Kavazașvili - Vladimir Kazachyonok - Nikolay Larionov - Fridrikh Maryutin - Sergei Salnikov - Sergei Shvetsov - Yuri Voinov - Anatoli Zinchenko - Vasili Kulkov - Dmitri Radchenko - Valeri Broshin - Aleksandr Anyukov - Andrey Askalepov - Aleksandr Bukharov - Vladimir Bystrov - Maksim Demenko - Igor Denisov - Artyom Dzyuba - Viktor Fayzulin - Alexandr Gorshkov - Aleksei Igonin - Aleksei Ionov - Maksim Kanunnikov - Aleksandr Kerzhakov - Andrey Kobelev - Sergei Kolotovkin - Andrei Kondrashov - Vladimir Lebed - Yury Lodygin - Vyacheslav Malafeev - Pavel Mogilevets - Aleksandr Panov - Sergei Podpaly - Pavel Pogrebnyak | - Vladislav Radimov - Aleksandr Ryazantsev - Oleg Salenko - Sergey Semak - Igor Semshov - Oleg Shatov - Roman Shirokov - Igor Smolnikov - Renat Ianbaev - Denis Zubko - Konstantin Zîrianov Fosta URSS - Roman Berezovsky - Sargis Hovsepyan - Yervand Krbachyan - Artiom Simonian - Dzmitry Aharodnik - Barys Haravoy - Syarhyey Hyerasimets - Sergey Kornilenko - Yuri Zhevnov - Andrei Kurdyumov - Peter Neustadter - Evgheni Tarasov - Egidijus Majus - Darius Miceika - Robertas Poskus - Irmantas Stumbrys - Serghei Cleșcenco - Alexandru Curteian - Andrei Manannikov - Vazgen Manasyan - Dmitri Khomukha - Dmitri Nezhelev - Volodymyr Horily - Roman Maksymyuk - Serhiy Popov - Oleksandr Spivak - Oleksandr Svystunov - Anatoli Tîmoșciuk - Ihor Zhabcenko | Europa - Axel Witsel - Nicolas Lombaerts - Darko Maletić - Ivica Križanac - Marek Kincl - Pavel Mareš - Radek Šírl - Michael Lumb - Boris Rotenberg - Szabolcs Huszti - Domenico Criscito - Alessandro Rosina - Mikhail Zaritskiy - Dragan Čadikovski - Veliče Šumulikoski - Luka Đorđević - Erik Hagen - Bruno Alves - Danny - Fernando Meira - Luís Neto - Zeno Bundea - Mateja Kežman - Danko Lazović - Aleksandar Luković - Kamil Čontofalský - Tomáš Hubočan - Martin Škrtel - Javi García - Fatih Tekke America de Sud și Centrală - Cristian Ansaldi - Ezequiel Garay - Hulk - Salomón Rondón Asia - Hyun Young-min - Kim Dong-jin - Lee Ho |